# Motor Star 48
Star 48 é um motor de foguete espacial, pertencente a empresa norte-americana AtK Thiokol, que fabrica armas e sistemas espaciais e é especializada em fornecer motores de propelente sólido para foguetes.
O motor Star 48 equipa o estágio superior de foguetes espaciais. O número diante de Star significa aproximadamente o diâmetro em polegadas do motor.
Atualmente são fabricados dois tipos de motores o A e o B, cada qual com cones dianteiros térmico-mecânicos de proteção a carga de dois tamanhos. Dentro dos cones, são colocados as naves espaciais.

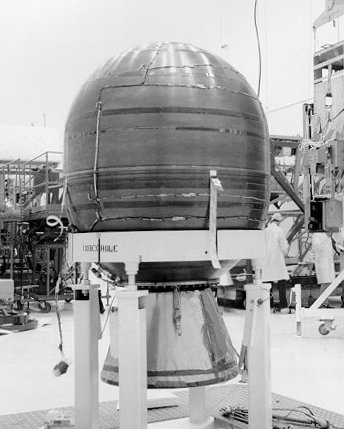
Motor Star 48.

O motor Star 48B recebe cone dianteiro de dois tamanhos.
O Star 48B de cone mais curto se destina a envolver o módulo de apoio de lançamento das sondas (Payload Assist Module (PAM)) do assim definido Sistema de Transporte Espacial.  (Space Transportation System (STS)). Código do conjunto:  (PAM-STS)
O Star 48B de cone mais alongado, equipa o terceiro estágio do foguete Delta II. Código do conjunto: (PAM-Delta)
O motor Star 48A fornece maior capacidade de transportar cargas que o Star 48B, devido a suas 8 polegadas adicionais de comprimento que o compartimento do motor do Star 48B têm.
O Star 48A também vem com dois cones dianteiros térmicos-mecânicos de proteção a carga  de diferentes tamanhos. O de 80 polegadas de comprimento e o de 88 polegadas de comprimento.

## Dados técnicos
Motor Star 48 (já fora de linha)
Modelo:: TE-M-711-3.
Fabricante: AtK Thiokol.
Peso bruto: 2,114 kg.
Peso líquido: 114 kg.
Propelente: Combustível sólido 6.848 kgf.
Aceleração no vácuo: 67.20 kN.
Tempo de queima: 88 seg.
Diâmetro: 1,24 m.
Comprimento: 2,04 m.
Número de estágios: 1.
Pressão máxima da câmara: 40.00 bar.
Pais fabricante: Estados Unidos.
Situação atual: Fora de produção.
Primeiro vôo efetuado: 1982.
Último vôo efetuado: 1999.
Nº de vezes utilizado: 97.